# Michael Crummey
Michael Crummey (Buchans, 18 novembre 1965) è uno scrittore e poeta canadese.

## Biografia
Nato il 18 novembre 1965 a Buchans, nell'isola di Terranova, sul finire degli anni '70 si è trasferito con la famiglia a Wabush, nella regione di Labrador.
Ha conseguito un B.A. in lingua inglese presso la Memorial University of Newfoundland nel 1987 e un dottorato di ricerca alla Queen's University due anni dopo.
Il suo esordio letterario è avvenuto nel 1996 con la raccolta di liriche Arguments With Gravity alla quale ha fatto seguito nel 1998 Flesh and Blood, la sua prima collezione di racconti e River Thieves nel 2001, il suo primo romanzo.
Autore anche di saggi, dopo essere stato finalista di vari premi letterari nazionali e internazionali, nel 2025 è stato insignito dell'International IMPAC Dublin Literary Award per il romanzo The Adversary.

## Opere

### Raccolte di poesie
- Arguments With Gravity (1996)
- Hard Light (1998)
- Emergency Roadside Assistance (2001)
- Salvage (2002)
- Under the Keel (2013)
- Little Dogs: New and Selected Poems (2016)
- Passengers (2022)

### Romanzi
- River Thieves (2001)
- The Wreckage (2005)
- Dal ventre della balena (Galore, 2009), Vicenza, Neri Pozza, 2013 traduzione di Annamaria Biavasco e Valentina Guani ISBN 978-88-545-0620-6.
- Sweetland (2014)
- The Innocents (2019)
- The Adversary (2023)

### Raccolte di racconti
- Flesh and Blood (1998)

### Saggi
- Newfoundland: Journey Into a Lost Nation (2004)
- Most of What Follows is True: Places Imagined and Real (2019)

## Adattamenti cinematografici
- Sweetland, regia di Christian Sparkes (2023) dall'omonimo romanzo

## Premi e riconoscimenti

### Vincitore
International IMPAC Dublin Literary Award
- 2025 con The Adversary[6]